# Эйра, Сандра Андерсен
Сандра Андерсен Эйра (норв. Sandra Andersen Eira; род. 21 июня 1986, Порсангер) — норвежский предприниматель и саамский общественный деятель, в 2017—2021 годах — член Саамского парламента Норвегии.
Работала в рыболовецкой отрасли. В 2016 году приобрела собственное судно и лицензию на лов рыбы, попав в поле зрения норвежских медиа как чрезвычайно редкий пример женщины во главе рыболовного судна. В 2017 году была избрана в Саамский парламент Норвегии от Норвежской саамской ассоциации. Работала в контакте с норвежским министерством рыболовства над привлечением женщин к работе на рыболовецких судах и защитой их прав. Стала героиней полнометражного документального фильма итальянского режиссёра Брунеллы Фили «Морские сёстры» (англ. Sea Sisters; 2015—2020). В 2021 году также была кандидатом на выборах в Саамский парламент, однако не была переизбрана.
По окончании срока полномочий в Саамском парламенте переехала в США и вышла замуж за американского военного Джеймса Риза Стейли, служившего на военной базе Форт-Беннинг; намереваясь не терять связь с Норвегией и продолжить работу в рыболовной отрасли, приобрела в Берлевоге здание под приём выловленной рыбы у рыбаков.
После вторжения России на Украину вступила в Международный легион обороны Украины, присоединившись к британско-американскому отряду рейнджеров.